# Róbert Mazáň
Róbert Mazáň (* 9. února 1994, Trenčín, Slovensko) je slovenský fotbalový obránce či záložník a reprezentant, od ledna 2018 hráč klubu Celta de Vigo. Mimo Slovensko působil na klubové úrovni v Nizozemsku a Polsku, od roku 2018 je ve Španělsku.

## Klubová kariéra
Svoji fotbalovou kariéru začal v klubu OFK Drietoma, odkud ještě jako dorostenec zamířil do FK AS Trenčín. V týmu se propracoval do prvního mužstva. Před jarní částí sezony 2011/12 zamířil z Trenčína společně se spoluhráči Karolem Mondkem a Lukášem Ďuriškou na hostování do nizozemského druholigového klubu AGOVV Apeldoorn, oba kluby tehdy navázaly vzájemnou spolupráci. Šlo o hráčovo první zahraniční angažmá.

### FK Senica
V únoru 2014 podepsal dvouletou smlouvu s následnou opcí s FK Senica. Ve slovenské nejvyšší soutěži za Senici debutoval v ligovém utkání 1. března 2014 proti FC ViOn Zlaté Moravce (výhra Senice 2:1), odehrál celé utkání. 9. listopadu 2014 v 17. kole nejvyšší soutěže porazil se svým mužstvem Slovan Bratislava, pro Senici to bylo vítězství nad tímto soupeřem po více než čtyřech letech v lize.

### Podbeskidzie Bielsko-Biała
V lednu 2015 odešel do polského klubu Podbeskidzie Bielsko-Biała, kde se dohodl na 3,5roční smlouvě. Zde však nedostával mnoho příležitostí na hřišti, odehrál jen dva zápasy v polské nejvyšší lize Ekstraklasa, více nastupoval za třetiligovou rezervu klubu.

### MŠK Žilina
V červenci 2015 odešel na 1,5roční hostování s opcí do slovenského klubu MŠK Žilina, vicemistra Fortuna ligy 2014/15. V září 2016 jej Žilina z Podbeskidzie vykoupila. V sezóně 2016/17 Fortuna ligy získal s MŠK titul.

### Celta de Vigo
Začátkem ledna 2018 přestoupil ze Žiliny do španělského prvoligového klubu Celta de Vigo, kde se stal spoluhráčem Stanislava Lobotky, s nímž působil dříve v AS Trenčín. Podepsal smlouvu do roku 2022, dle neoficiálních zdrojů se transfer zrealizoval za částku přesahující milion eur. Zájem o něj měl ještě italský klub Atalanta Bergamo a portugalská Benfica Lisabon.

Ve španělské Primera División debutoval 3. února 2017 proti mužstvu Deportivo Alavés (prohra 1:2), nastoupil v základní sestavě a odehrál 58 minut.

### Klubové statistiky
Aktuální k 25. lednu 2015
| Sezona  | Klub                       | Soutěž            | Zápasy | Góly |
| ------- | -------------------------- | ----------------- | ------ | ---- |
| 2010/11 | FK AS Trenčín              | 2. slovenská liga | 0      | 0    |
| 2011/12 | FK AS Trenčín              | Corgoň liga       | 7      | 0    |
| 2011/12 | AGOVV Apeldoorn (host.)    | Eerste Divisie    | 0      | 0    |
| 2012/13 | FK AS Trenčín              | Corgoň liga       | 30     | 0    |
| 2013/14 | FK AS Trenčín              | Corgoň liga       | 18     | 0    |
| 2013/14 | FK Senica                  | Corgoň liga       | 11     | 0    |
| 2014/15 | FK Senica                  | Fortuna liga      | 18     | 0    |
| 2014/15 | Podbeskidzie Bielsko-Biała | Ekstraklasa       | 2      | 0    |
| 2015/16 | MŠK Žilina                 | Fortuna liga      |        |      |

## Reprezentační kariéra
Mazáň reprezentoval Slovensko v mládežnických kategoriích.
Se slovenským týmem U21 vyhrál v září 2014 3. kvalifikační základní skupinu (zisk 17 bodů) před druhým Nizozemskem (16 bodů), což znamenalo účast v baráži o Mistrovství Evropy hráčů do 21 let 2015 v České republice. Na závěrečný šampionát se však slovenské družstvo neprobojovalo, podlehlo v dvojzápase Itálii.

Přímý postup na závěrečný šampionát mohl slavit až v následujícím kvalifikačním cyklu (kdy mladí Slováci v tabulce za sebou nechali opět Nizozemsko). Trenér Pavel Hapal jej zařadil v červnu 2017 do 23členné nominace na Mistrovství Evropy hráčů do 21 let 2017 v Polsku. Slovensku těsně unikl postup do semifinále šampionátu.
V A-týmu Slovenska debutoval pod trenérem Jánem Kozákem 8. října 2017 v kvalifikačním utkání v Trnavě proti reprezentaci Malty (výhra 3:0).

### Reprezentační zápasy
Zápasy Róberta Mazáně v A-mužstvu Slovenska
| Rok                | Zápasy | Góly |
| ------------------ | ------ | ---- |
| 2017               | 2      | 0    |
| Celkem             | 2      | 0    |
| Platí k 4. 2. 2018 |        |      |